# Divize C
Divize C patří společně s ostatními divizemi mezi čtvrté nejvyšší fotbalové soutěže v Česku. Je řízena Řídící komisí pro Čechy. Hraje se každý rok od léta do jara se zimní přestávkou. Účastní se jí 16 týmů, každý s každým hraje jednou na domácím hřišti a jednou na hřišti soupeře. Celkem se tedy hraje 30 kol. V sezónách 2014/2015 až 2020/2021 se po nerozhodném stavu na konci utkání kopaly penalty a vítězné mužstvo z tohoto penaltového rozstřelu získávalo bod navíc.
Vítězem soutěže se stává tým s nejvyšším počtem bodů v tabulce a postupuje do ČFL. Poslední tři týmy sestupují do příslušného Krajského přeboru. Do Divize C vždy postupuje vítěz Libereckého přeboru, Královéhradeckého přeboru a Pardubického přeboru, ale také zde můžeme najít zástupce ze Středočeského přeboru, příp. z Prahy. Začátkem 80. let 20. století zde startovala i mužstva z tehdejšího Jihomoravského přeboru: TJ Zetor Brno (1981/82) a TJ ŽĎAS Žďár nad Sázavou (vítěz 1982/83).
Z důvodu pandemie covidu-19 v Česku byl ročník 2019/20 z rozhodnutí FAČR ukončen po šestnácti odehraných kolech.

## Vítězové
| Ročník  | Vítězný tým                    |
| ------- | ------------------------------ |
| 1965/66 | TJ Spartak Vlašim              |
| 1966/67 | TJ Škoda Mladá Boleslav        |
| 1967/68 | VTJ Dukla Jičín                |
| 1968/69 | TJ Slovan Liberec              |
| 1969/70 | SK Turnov                      |
| 1970/71 | TJ VCHZ Pardubice "B"          |
| 1971/72 | TJ Tatra Smíchov               |
| 1972/73 | VTJ Dukla Jičín                |
| 1973/74 | TJ Meteor Praha 8              |
| 1974/75 | TJ Náchod                      |
| 1975/76 | TJ LIAZ Jablonec nad Nisou "B" |
| 1976/77 | TJ ČSAD Benešov                |
| 1977/78 | TJ Kolín                       |
| 1978/79 | TJ VCHZ Pardubice              |
| 1979/80 | TJ Náchod                      |
| 1980/81 | TJ Kolín                       |
| 1981/82 | TJ Spartak Choceň              |
| 1982/83 | TJ ŽĎAS Žďár nad Sázavou       |
| 1983/84 | TJ Spartak Hlinsko             |
| 1984/85 | ASVS Dukla Praha junioři       |

| Ročník  | Vítězný tým                    |
| ------- | ------------------------------ |
| 1985/86 | TJ Sparta ČKD Praha junioři    |
| 1986/87 | TJ BSS Brandýs nad Labem       |
| 1987/88 | TJ Uhelné sklady Praha         |
| 1988/89 | TJ Náchod                      |
| 1989/90 | TJ Agro Turnov                 |
| 1990/91 | SKP Spartak Hradec Králové "B" |
| 1991/92 | SK Český Brod                  |
| 1992/93 | TJ Spartak BS Vlašim           |
| 1993/94 | SK Chrudim                     |
| 1994/95 | AFK Atlantic Lázně Bohdaneč    |
| 1995/96 | FK Trutnov                     |
| 1996/97 | FK Mladá Boleslav              |
| 1997/98 | SK Hradec Králové "B"          |
| 1998/99 | FK Mogul Kolín                 |
| 1999/00 | SK Semily                      |
| 2000/01 | FC Slovan Liberec "B"          |
| 2001/02 | FK OEZ Letohrad                |
| 2002/03 | FK Náchod-Deštné               |
| 2003/04 | FC Zenit Čáslav                |
| 2004/05 | FK Jablonec 97 "B"             |

| Ročník    | Vítězný tým                          |
| --------- | ------------------------------------ |
| 2005/06   | FK Kolín                             |
| 2006/07   | FC Slovan Liberec "B"                |
| 2007/08   | SK Hlavice                           |
| 2008/09   | TJ Sokol Ovčáry                      |
| 2009/10   | FK Pardubice                         |
| 2010/11   | FK OEZ Letohrad                      |
| 2011/12   | FK Kolín                             |
| 2012/13   | SK Viktorie Jirny                    |
| 2013/14   | 1. FK Nová Paka                      |
| 2014/15   | FK Dobrovice                         |
| 2015/16   | FC Olympia Hradec Králové            |
| 2016/17   | TJ Jiskra Ústí nad Orlicí            |
| 2017/18   | TJ Sokol Živanice                    |
| 2018/19   | FK Jiskra Mšeno – Jablonec nad Nisou |
| **2019/20 | SK Vysoké Mýto                       |
| **2020/21 | -----                                |
| 2021/22   | SK Sparta Kolín                      |
| 2022/23   | FC Slovan Liberec "B"                |
| 2023/24   | TJ Jiskra Ústí nad Orlicí            |
| 2024/25   | FK Velké Hamry                       |

### Vícenásobní vítězové
- 4 – FK Náchod (1974/75, 1979/80, 1988/89 a 2002/03)
- 4 – SK Sparta Kolín (1998/99, 2005/06, 2011/12 a 2021/22)
- 3 – FC Slovan Liberec "B" (2000/01, 2006/07 a 2022/23)
- 2 – FC Sellier & Bellot Vlašim (1965/66 a 1992/93)
- 2 – FK Mladá Boleslav (1966/67 a 1996/97)
- 2 – VTJ Dukla Jičín (1967/68 a 1972/73)
- 2 – FC Turnov (1969/70 a 1989/90)
- 2 – FK Jablonec "B" (1975/76 a 2004/05)
- 2 – AFK Kolín (1977/78 a 1980/81)
- 2 – FC Hradec Králové "B" (1990/91 a 1997/98)
- 2 – FK Letohrad (2001/02 a 2010/11)
- 2 – TJ Jiskra Ústí nad Orlicí (2016/17 a 2023/24)